# Peel Slowly and See
Albums de The Velvet Underground
Squeeze
(1973)
Peel Slowly and See est un coffret de 5 CD du Velvet Underground sorti en septembre 1995 sous le label Polydor.

## Compilation
Le coffret inclut les 4 albums studio auxquels a participé Lou Reed ainsi que des démos, des prestations live dont certaines avaient été piratées, et d'autres jamais publiées. Squeeze n'est pas inclus. The Velvet Underground, le troisième album, éponyme, du groupe, est présenté avec un mix que Lou Reed avait lui-même effectué, mettant l'accent sur les voix plus que sur la musique. Le quatrième album, Loaded, est présenté avec deux de ses morceaux-phares (Sweet Jane et New Age) en version allongée.
David Fricke, un journaliste de Rolling Stone, écrit l'essai du livret d'accompagnement, qui est illustré notamment de plusieurs photos tirées de la collection personnelle du guitariste Sterling Morrison.

## Titres
Tous les morceaux ont été composés par Lou Reed sauf indications contraires.
Toutes les chansons sont interprétées par le Velvet Underground sauf † par le Velvet Underground et Nico et ‡ par Nico (chanteuse).

### Disque 1
1. Venus in Furs (démo) – 15:33
2. Prominent Men (démo) (Reed, Cale) – 4:53
3. Heroin (démo) – 13:34
4. I'm Waiting for the Man (démo) – 9:50
5. Wrap Your Troubles in Dreams (démo) – 15:50
6. All Tomorrow's Parties (demo) – 18:26

(1-6) : enregistrés en juillet 1965, inédits.

### Disque 2
1. All Tomorrow's Parties (version du single sorti en juillet 1966) – 2:49†
2. Sunday Morning (Reed, Cale) – 2:54†
3. I'm Waiting for the Man – 4:38
4. Femme Fatale – 2:37†
5. Venus in Furs – 5:10
6. Run Run Run – 4:19
7. All Tomorrow's Parties – 5:58†
8. Heroin – 7:10
9. There She Goes Again – 2:39
10. I'll Be Your Mirror – 2:12†
11. The Black Angel's Death Song – 3:12 (Reed, Cale)
12. European Son (Reed, Cale, Morrison, Tucker) – 7:47
13. Melody Laughter (live) (Reed, Cale, Morrison, Tucker, Päffgen) – 10:43†
14. It Was a Pleasure Then (Reed, Cale, Päffgen) – 8:02‡
15. Chelsea Girls (Reed, Morrison) – 7:24‡

(2-12) : Album The Velvet Underground and Nico, enregistré en avril 1966, sorti en mars 1967 ; (13) : 4 novembre 1966, inédit ; (14-15) : tirés de l'album de Nico Chelsea Girl, enregistré en avril/mai 1967, sorti en octobre.

### Disque 3
1. There Is No Reason (démo) (Reed, Cale) – 2:12
2. Sheltered Life (démo) – 2:52
3. It's All Right (the Way That You Live) (démo) (Reed, Cale) – 2:48
4. I'm Not Too Sorry (Now That You're Gone) (démo) (Reed, Cale) – 2:17
5. Here She Comes Now (démo) (Reed, Cale, Morrison) – 2:46
6. Guess I'm Falling in Love (live) – 4:10 (Reed, Cale, Morrison, Tucker)
7. Booker T. (live) (Reed, Cale, Morrison, Tucker) – 6:30
8. White Light/White Heat – 2:45
9. The Gift (Reed, Morrison, Cale, Tucker) – 8:17
10. Lady Godiva's Operation – 4:54
11. Here She Comes Now (Reed, Cale, Morrison) – 2:02
12. I Heard Her Call My Name – 4:46
13. Sister Ray (Reed, Cale, Morrison, Tucker) – 17:27
14. Stephanie Says – 2:49
15. Temptation Inside Your Heart – 2:30
16. Hey Mr. Rain (version one) (Reed, Cale, Morrison, Tucker) – 4:40

(1-5): enregistrés début 1967, inédits ; (6-7) : avril 1967, inédits ; (8-13) album White Light/White Heat enregistré en septembre 1967, sorti en janvier 1968 ; (14-15) tirés de VU enregistré les 13 et 14 février 1968 ; (16) : tiré de Another View, enregistré le 29 mai 1968.

### Disque 4
1. What Goes On (live) – 5:34
2. Candy Says (closet mix) – 4:04
3. What Goes On (closet mix) – 4:35
4. Some Kinda Love (closet mix) – 3:39
5. Pale Blue Eyes (closet mix) – 5:42
6. Jesus (closet mix) – 3:24
7. Beginning to See the Light (closet mix) – 4:47
8. I'm Set Free (closet mix) – 4:04
9. That's the Story of My Life (closet mix) – 2:02
10. The Murder Mystery (closet mix) – 8:55
11. After Hours (closet mix) – 2:09
12. Foggy Notion (Reed, Morrison, Yule, Tucker, Weiss) – 6:47
13. I Can't Stand It – 3:22
14. I'm Sticking with You – 2:28
15. One of These Days – 4:00
16. Lisa Says – 2:57
17. It's Just Too Much (live) – 2:59
18. Countess from Hong Kong (démo) (Reed, Cale) – 3:17

(1) : 2 octobre 1968, inédit ; (2-11): album The Velvet Underground enregistré en novembre/décembre 1968, ici avec un mixage différent de l'original ; (12-16): tirés de VU enregistré entre mai et octobre 1969 ; (17) : 28 octobre 1969, inédit ; (18) : fin 1969, inédit.

### Disque 5
1. Who Loves the Sun – 2:45
2. Sweet Jane (version longue) – 4:06
3. Rock & Roll – 4:43
4. Cool It Down – 3:04
5. New Age (version longue) – 5:07
6. Head Held High – 2:56
7. Lonesome Cowboy Bill – 2:43
8. I Found a Reason – 4:15
9. Train Round the Bend – 3:21
10. Oh! Sweet Nuthin – 7:25
11. Satellite of Love – 2:58
12. Walk and Talk It – 2:23
13. Oh Gin – 2:44
14. Sad Song – 3:30
15. Ocean – 5:43
16. Ride into the Sun (Reed, Cale, Morrison, Tucker) – 3:20
17. Some Kinda Love (live) – 10:22
18. I'll Be Your Mirror (live) – 2:06
19. I Love You – 2:03

(1-10) album Loaded, avec des versions retravaillées des morceaux 2 et 5, album enregistré entre avril et juillet 1970, publié en septembre ; (11-16, 19): morceaux non retenus des sessions de Loaded, inédits ; (17-18) : enregistrés le 23 août 1970, le 17 inédit et le 18 venant de l'album  Live at Max's Kansas City sorti en mai 1972.

## Personnel
The Velvet Underground
- John Cale – Basse, violon, clavier (disques 1–3); chanteur principal sur The Gift et Lady Godiva's Operation; orgue et violon sur le morceau 15 du disque 5.
- Sterling Morrison – Guitare, basse, chœur, en duo sur The Murder Mystery
- Lou Reed – Chant, guitare, piano, harmonica
- Maureen Tucker – percussion (discs 2–5), chanteuse sur After Hours et I'm Sticking with You, en duo sur The Murder Mystery.
- Doug Yule – basse, claviers, guitares, batterie (disc 4–5); chanteur principal sur Candy Says, Who Loves the Sun, New Age, Lonesome Cowboy Bill, Oh! Sweet Nuthin', Ride into the Sun et I'll Be Your Mirror (live).

Musiciens additionnels
- Nico – Chanteuse sur All Tomorrow's Parties, Femme Fatale, I'll Be Your Mirror, Melody Laughter, It Was a Pleasure Then et Chelsea Girls; chœurs sur Sunday Morning
- Adrian Barber – batterie sur Who Loves the Sun et I Found a Reason
- Tommy Castanaro – batterie sur Cool It Down et Head Held High
- Billy Yule – batterie sur Lonesome Cowboy Bill, Oh! Sweet Nuthin', Ocean, Some Kinda Love (live) et I'll Be Your Mirror (live).

Staff technique
- The Velvet Underground – producteurs (disque 1; disque 3: 1–7, 14–16, disque 4, disque 5: 17–18)
- Andy Warhol – producteur (disque 2: 1–12)
- The Velvet Underground & Nico – producteurs (disque 2: 13)
- Tom Wilson – producteur (disque 2: 14–15, disque 3: 8–13)
- Geoff Haslam, Shel Kagan et The Velvet Underground – producteurs (disque 5: 1–10, 15–16)
- Adrian Barber – producteur (disque 5: 11–14, 19)
- Brigid Polk – ingénieur du son (disque 5: 17–18)

## Sources
- (en) Cet article est partiellement ou en totalité issu de l’article de Wikipédia en anglais intitulé « Peel Slowly and See » (voir la liste des auteurs).